# Wing Commander: Armada

Стратегическая карта:
синие линии — гиперпространственные туннели;
планеты, выделенные цветом — колонизированные
плюсик — шахты
синий кружок — верфи
жёлтый пунктирный круг — звёздные крепости

Wing Commander: Armada  (Командир Авиакрыла: Армада) — космический симулятор с элементами космической тотальной стратегии по вселенной Wing Commander.

## Игровой процесс

### Стратегическая часть
Главную роль в стратегии игры играет огромный корабль-матка, скромно именующийся просто «авианосцем», хотя без него в игре не может быть не только колонизирована ни одна планета, но и не может быть построена (или снесена) ни одна постройка на уже колонизированной планете (для апгрейда матка не требуется). Более того, победа или поражение в игре определяется по уничтожению этого корабля. Помимо истребителей, и оборудования для строительства и колонизации, матка имеет свой собственный склад ресурсов, расходуемых при строительстве и колонизации.
В связи с тем что «авианосец» всего один, истребители способны совершать дальние межзвёздные перелёты самостоятельно — без авианосца. Все межзвёздные перелёты осуществляются по гиперпространственным туннелям.

Интерфейс управления планетой

Планета считается колонизированной, если на ней имеется хотя бы одна из следующих построек: 
 ·  Шахты (Mines) 
 ·  Космическая Верфь (Shipyard) 
 ·  Звёздная Крепость (Fortress) 

Каждая, из которых строится и сносится «авианосцем» (кораблём-маткой), кроме того постройки могут быть разрушены вражеским флотом. Планета на которой, не осталось ни одной постройки (упомянутого типа), становится покинутой.

#### Шахты (Mines)
На каждой из планет имеется конечное число ресурсов, которые могут быть добыты при помощи шахт. Скорость добычи ресурсов зависит от планеты, и может быть повышена путём апгрейда шахт в карьер (Strip Mine). По мере исчерпания ресурсов планеты, падает и скорость их добычи.

#### Космическая верфь (Shipyard)
Служит для постройки истребителей и транспортов, на строительство которых тратятся ресурсы со склада планеты (строить склад ресурсов не требуется). При нехватке ресурсов на складе планеты, их можно привести с другой планеты, либо при помощи транспорта, либо при помощи «авианосца» (корабля-матки). Космическая верфь позволяет строить следующие типы кораблей:
- Лёгкие Истребители (строятся 1 ход) — быстрые, дешёвые и не имеют противоракетной защиты (дипольных отражателей)
- Средние Истребители (строятся 2 хода) — ориентированы на истребительный бой
- Тяжёлые Истребители (строятся 3 хода) — несут торпеды для уничтожения тяжёлых кораблей (авианосцев), имеют как быструю, так и сверхтяжёлую разновидность
- Транспорты (строятся 1 ход) — способны перевозить ресурсы

#### Звёздная крепость (Fortress)
В зависимости от апгрейда предоставляет дополнительный гарнизон с одним из видов истребителей:
- самые дешёвые лёгкие истребители
- средние истребители, способные отразить обычную атаку, но беспомощные перед кораблём-маткой
- тяжёлые истребители, способные уничтожить корабль-матку

### Тактическая часть

Боёвка

В отличие от большинства космических стратегий, боёвка в игре представляет собой классический космический симулятор, выполненный по канонам серии Wing Commander. Игры серии Wing Commander, представляют собой классику жанра космический симулятор, во многом определившие его каноны. Особенностью которого является аркадная физика полёта (традиционно объясняемая в игре наличием у истребителей «гасителей инерции» — англ. inertial dampeners), в сочетании с проработанной детализацией технических характеристик космической техники. В игре Wing Commander: Armada бронирование и щиты различаются по носу, бортам и корме, а манёвренность подразделяется на рысканье, тангаж и крен. Сам истребитель состоит не из абстрактных хит-пойнтов, а из различных систем со своими собственными процентами повреждений, таких как двигатели, топливная система, аккумуляторы, система регенерации щитов, система автопочинки, радар, системы вооружения, и так далее. Кроме того, выстрел из оружия долетает до цели не мгновенно, и требует упреждения, которое помогает брать англ. Inertial Targeting and Tracking System (Система Инерционого Отслеживания и Прицеливания). Щиты авианосцев уязвимы только для торпед, а сам авианосец несёт от 10 до 12 зенитных орудий.
«Визитной карточкой» Wing Commander, по мнению, Навигатора Игрового Мира, является Активное использование форсажа во время битв. Например, при выполнении манёвра известного в серии Wing Commander как «afterburner slide» («форсажное скольжение») или «Shelton slide» («скольжение Шелтона»), при выполнении которого пилот разогнавшись до максимальной скорости, врубал форсаж, а затем мог повернувшись «скользить» некоторое время боком.

## Режимы игры
- Battle Mode (Режим Битвы) — этот режим доступен только для мультиплеера и представляет собой дуэль истребителей. Стратегическая часть в этом режиме отсутствует.
- Gauntlet Mode (Режим «Перчатки») — этот режим представляет собой традиционную кампанию серии игр Wing Commander, предназначенную для прохождения, как в одиночку, так и в кооперативе. Стратегическая часть в этом режиме отсутствует.
- Armada Mode (Режим Армады) — в этом режиме игра происходит на случайно сгенерированной стратегической карте, размер которой задаётся перед началом игры.
- Campaign Mode (Режим Кампании) — несмотря на своё название, режим не похож на традиционные кампании в серии игр Wing Commander, так как миссии в нём состоят не из полётных заданий, а из стратегических карт, наподобие кампаний в стратегических играх.

## Отзывы и критика
Графика игры (в то время) получила положительные отзывы, как имеющее настоящее 3D с текстурами (что было в то время редкостью), а вот АИ был обруган за однообразность применяемых им тактик. Похвал также заслужил режим мультиплейеера. Стратегический режим был признан довольно интересным, хотя и несколько примитивным, особенно в плане экономического развития.